# Christopher & Michael
Christopher & Michael waren ein Liedermacher-Duo der 1960er Jahre aus Frankfurt am Main, bestehend aus Christopher Sommerkorn (1943–2010) und Michael de la Fontaine (* 1945).

## Geschichte
Christopher und Michael kannten sich seit ihrer Schulzeit in Frankfurt-Sachsenhausen. „Lange bevor sie ihre ersten Schallplatten machten, zogen sie singend durch halb Europa. Sie scheuten keine Gelegenheit, sich zu engagieren, sei es mitten unter Gammlern auf dem verkehrsreichsten Platz in Frankfurt, der Hauptwache, oder in der mondänen Atmosphäre eines Night Club für Touristen in Italien.“ Als sie anfingen öffentlich aufzutreten, hatten sie bereits ihr festes Publikum: „Der Cantate-Saal in Frankfurt war überfüllt, als Christopher & Michael am 4. März 1966 ihr Folklore-Konzert gaben“, schrieb die Offenbach-Post. „Es waren so viele erschienen, daß weit über hundert Christopher & Michael-Anhänger in den Gängen stehen mussten.“

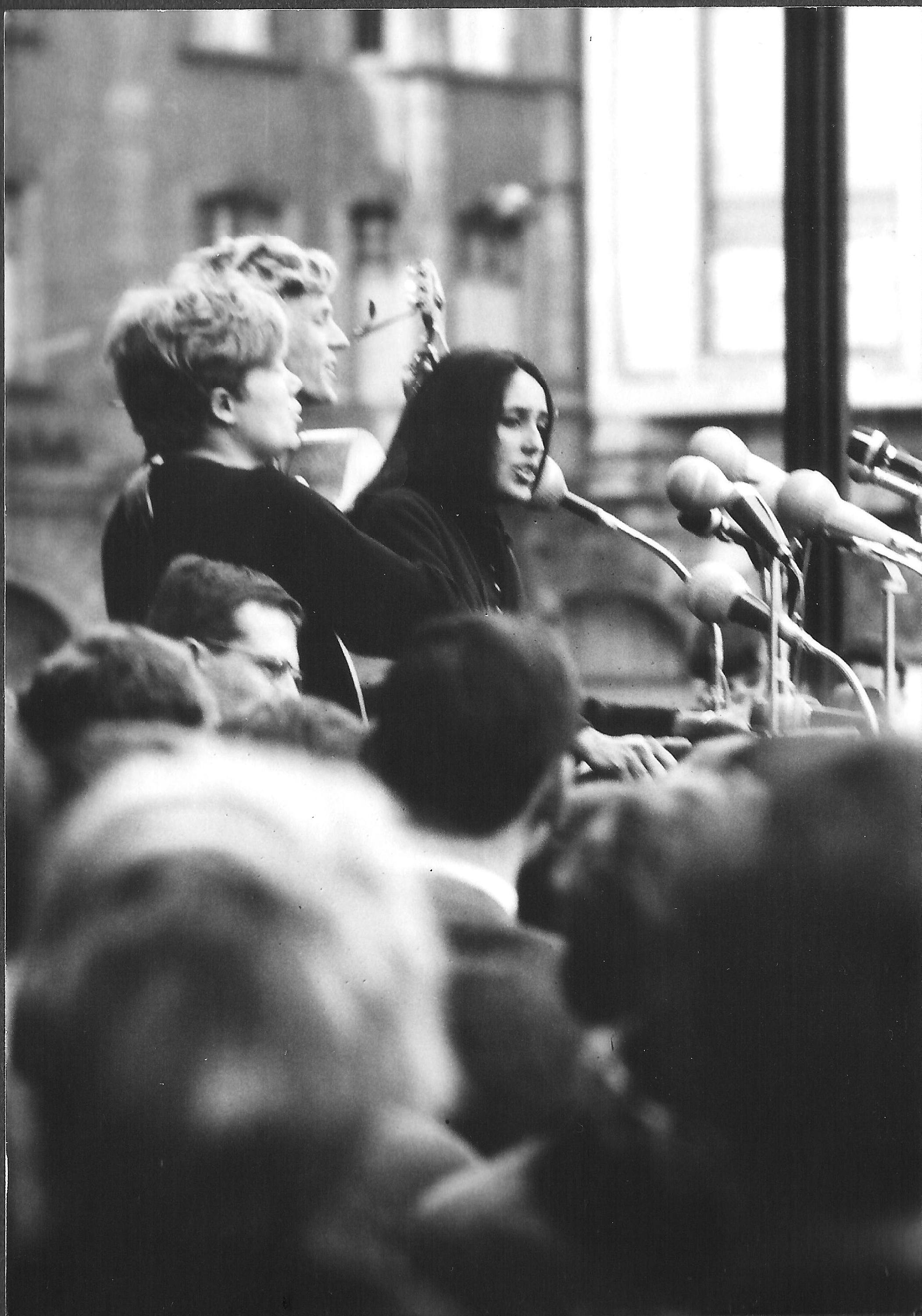
Christopher & Michael mit Joan Baez beim Frankfurter Ostermarsch 1966

Auf über 300 Konzerten in West-Deutschland traten Christopher & Michael bei Veranstaltungen der Ostermarschierer und der Friedensbewegung auf, so beim Ostermarsch auf dem Frankfurter Römerberg (April 1966 gemeinsam mit Joan Baez), bei den Burg-Waldeck-Festivals 1966 und 1967 mit Franz-Josef Degenhard, Walter Mossmann, Dieter Süverkrüp, Reinhard Mey, beim 13. Deutschen Evangelischen Kirchentag in Hannover 1967 und beim Ostermarsch in Ulm 1968.
Ihre Songs lösten kontroverse Reaktionen aus. Bezeichnete der Kabarettist Hanns Dieter Hüsch ihre Lieder als „hart am Rande der Schnulze“, so betonte Friedrich A. Wagner in der Frankfurter Allgemeinen Zeitung: „Sie haben keine Tricks zum Publikum hin und keine Routine, die glatt wirkt“. Während die satirische Zeitschrift Pardon sie als „peinliche Protestsänger“ abtat, sah Horst Lippmann, der Produzent ihrer ersten Live-LP, im musikalischen Auftreten von Christopher & Michael ein wichtiges Stück Ehrlichkeit und einen „kleinen, bescheidenen Beitrag zum Zeitgeschehen“.
Ihre Konzerte und Auftritte endeten teilweise mit politischen Interventionen, so das Konzert zum Tag der Deutschen Einheit in Datteln 1968, wo nach dem Abriss des politischen Denkmals „Schandmauer Berlin“ Christopher & Michael als Rädelsführer unter Anklage gestellt wurden. Das Verfahren wurde im Mai 1970 infolge von Willy Brandts Amnestiegesetz für Demonstrationsstraftäter eingestellt.
Christopher & Michael beendeten 1968 ihre musikalische Karriere als Duo. 1981 erfolgte eine Wiederveröffentlichung von 20 Titeln bei RillenWerke und im Verlag Zweitausendeins. Seit 2013 stehen alle Schallplattenaufnahmen von Christopher & Michael als Download zur Verfügung.

## Nach der Trennung von Christopher & Michael
Christopher Sommerkorn produzierte in den Folgejahren für den Hessischen Rundfunk und andere Sendeanstalten Hörfunk- und Fernsehfeatures zu deutschen und internationalen Themen. Für sein Fernsehfeature Tierra Nueva – Neue Erde erhielt Christopher Sommerkorn 1977 den Medienpreis Entwicklungspolitik. Sommerkorn verstarb nach längerer Krankheit 2010 in Frankfurt am Main. Er wurde auf dem Hauptfriedhof der Stadt beigesetzt.
Michael de la Fontaine veröffentlichte unter eigenem Namen zwei weitere LPs bei CBS und im Verlag Zweitausendeins. Es folgten Konzerte mit einer Frankfurter Künstlergruppe. Er lebt in Berlin.

## Diskografie
- Wir sind am Ende (Eve of Destruction) – Warum?, CBS 1879
- Denk' nicht dran (Don't Think Twice) – Soll es niemals anders sein?, CBS 2127
- Moby Dick – Meine kleine Freiheit, CBS 2291
- Dem Wahren, Schönen, Guten – Bi Ba Butzemann, CBS 2754

### LPs
- 1966: Kommt her all ihr Leute – Folklore Concert Live!, CBS S 62695
- 1966: wie's die Vögel tun…, CBS S 62927
- 1967: Live-Konzert – Folge 2, CBS S 63237
- 1981: Christopher & Michael – Eine Dokumentation, RillenWerke CM8101 (Vertrieb von Restbeständen über Zweitausendeins.[7])